# Zentrygon chiriquensis
Zentrygon chiriquensis е вид птица от семейство Гълъбови (Columbidae).

## Разпространение
Видът е разпространен в Коста Рика и Панама.